# Małyszyniec
Małyszyniec – struga dorzecza Wisły, prawy dopływ Iłżanki o długości 13,38 km. Zaczyna swój bieg w okolicach wsi: Małyszyn Dolny (Stary). Jej początek znajduje się w obszarze Natura 2000 (Uroczyska Lasów Starachowickich), gdzie też zaopatruje w wody okoliczne stawy rybne. Przepływa przez Jasieniec-Maziarze, Jasieniec Iłżecki Górny, Białkę i w okolicach wsi Kolonia Seredzice wpada do Iłżanki.